# Abdullah Al-Hafith
Abdullah Al-Hafith, né le 25 décembre 1992 en Arabie saoudite, est un footballeur saoudien. Il évolue au poste de défenseur central.

## Biographie

### En club
Il joue quatre matchs en première division portugaise avec le Paços de Ferreira.
Il participe à plusieurs reprises à la Ligue des champions d'Asie avec le club d'Al-Hilal FC.

### En équipe nationale
Avec les moins de 20 ans, il participe à la Coupe du monde des moins de 20 ans en 2011. Lors de cette compétition, il joue quatre matchs. L'Arabie saoudite est éliminée en huitièmes de finale par le Brésil.
Il joue deux matchs en équipe d'Arabie saoudite en 2013, lors du championnat d'Asie de l'Ouest ; toutefois ces matchs ne sont pas reconnus par la FIFA.

## Palmarès
Avec Al-Hilal
- Champion d'Arabie saoudite en 2017
- Vainqueur de la Coupe du Roi des champions d'Arabie saoudite en 2017